# Shun Tak Fraternal Association
Shun Tak Fraternal Association is een geboortestreekvereniging in Hongkong voor mensen die wortels hebben in de Zuid-Guangdongse stad Shunde. Het werd in 1947 opgericht als koepelorganisatie voor alle Shundese vakbonden, ondernemersverenigingen en geboortestreekverenigingen in Hongkong. In 1962 werd de vereniging veranderd in een Local Limited Company.
Shun Tak Fraternal Association heeft een eigen verenigingsgebouw, restaurant, middelbare scholen, basisscholen en peuterspeelzalen. De vereniging doneert regelmatig geld aan goede doelen die slachtoffers van rampen en bejaarden helpen. Ook hebben ze bijgedragen aan de bouw van meer dan tweehonderd scholen in de armste gebieden van de provincies Sichuan en Guizhou.

## Lijst van middelbare scholen
- Shun Tak Fraternal Association STFA Seaward Woo College 順德聯誼總會胡兆熾中學
- Shun Tak Fraternal Association Lee Shau Kee College 順德聯誼總會李兆基中學
- Shun Tak Fraternal Association Tam Pak Yu College 順德聯誼總會譚伯羽中學
- Shun Tak Fraternal Association Leung Kau Kui College 順德聯誼總會梁銶琚中學
- Shun Tak Fraternal Association Cheng Yu Tung 順德聯誼總會鄭裕彤中學
- Shun Tak Fraternal Association Yung Yau College 順德聯誼總會翁祐中學